# Danielówka
Danielówka – osada leśna w Polsce położona w województwie pomorskim, w powiecie sztumskim, w gminie Stary Dzierzgoń na obszarze Parku Krajobrazowego Pojezierza Iławskiego i nad południowym brzegiem jeziora Motława Wielka. Osada wchodzi w skład sołectwa Przezmark.
W latach 1975–1998 miejscowość administracyjnie należała do województwa elbląskiego.
W roku 1973 jako leśniczówka Danielówka należała do powiatu morąskiego, gmina i poczta Stary Dzierzgoń.